# (2462) Nehalennia
(2462) Nehalennia (6578 P-L) – planetoida z pasa głównego asteroid okrążająca Słońce w ciągu 3,74 lat w średniej odległości 2,41 au. Odkryta 24 września 1960 roku.